# Scythris vittella
Scythris vittella is een vlinder uit de familie dikkopmotten (Scythrididae). De wetenschappelijke naam is voor het eerst geldig gepubliceerd in 1834 door O. Costa.
De soort komt voor in Europa.